# Legend (canal de televisão)
Legend (anteriormente Horror Channel e Zone Horror) é um canal de televisão britânico especializado em ficção científica, fantasia, thriller, ação e séries cult. É transmitido no Reino Unido e na Irlanda.
O Horror Channel estava disponível como serviço free-to-air no Astra 2F, e em 13 de março de 2015 (sexta-feira 13), foi disponibilizado no serviço Freeview. O lançamento na plataforma aumentou a audiência em cerca de 300%. Em 2017, adquiriu os direitos exclusivos para exibição de Star Trek: The Original Series no Reino Unido.
Em 30 de junho de 2022, foi renomeado como Legend para refletir sua programação de séries de ficção científica, fantasia, suspense, ação e cult. No Freeview, o canal simplesmente mudou de nome para o canal 41, enquanto em outras plataformas ele assumiu o espaço desocupado pelo CBS Justice, que a AMC/CBS fechou.
Além do Legend, um canal irmão chamado HorrorXtra foi lançado em 30 de junho de 2022, quando vários canais da AMC/CBS ganharam uma nova marca, com o HorrorXtra sendo um canal de televisão aberto britânico que mostra filmes de terror das 17h em diante.